# Vitry-en-Artois
Vitry-en-Artois är en kommun i departementet Pas-de-Calais i regionen Hauts-de-France i norra Frankrike. Kommunen ligger i kantonen Vitry-en-Artois som tillhör arrondissementet Arras. År 2022 hade Vitry-en-Artois 4 842 invånare.

## Befolkningsutveckling
Antalet invånare i kommunen Vitry-en-Artois
| Referens: INSEE |